# Richard Hamming
Richard Wesley Hamming (Chicago, Illinois, 11 de febrero de 1915 - Monterey, California, 7 de enero de 1998) fue un matemático estadounidense que trabajó en temas relacionados con la informática y las telecomunicaciones. Sus principales contribuciones a la ciencia han sido el código Hamming, la ventana Hamming y la distancia de Hamming.

## Biografía
Hamming nació en Chicago, Illinois, el 11 de febrero de 1915.
Se licenció por la Universidad de Chicago en 1937. En 1939 realizaría un master en la Universidad de Nebraska y finalmente se doctoró por la Universidad Urbana-Champaign de Illinois en 1942. Durante la Segunda Guerra Mundial, fue profesor en la Universidad de Louisville, trabajo que abandonaría para integrarse en 1945 en el proyecto Manhattan. Allí desarrolló su trabajo programando una de las primeras calculadoras numéricas electrónicas, para determinar la solución a algunas ecuaciones proporcionadas por los físicos del proyecto. El objetivo del programa era descubrir si la detonación de una bomba atómica podría incendiar la atmósfera. El resultado del cálculo era que la ignición no ocurriría, así que los Estados Unidos utilizaron la bomba, primero como prueba en Nuevo México y poco más tarde dos veces contra Japón.
Entre los años 1946-1976, trabajó en los laboratorios Bell, en donde colaboró con Claude E. Shannon. El 23 de julio de 1976 se trasladó a la Naval Postgraduate School, en donde trabajó como profesor adjunto hasta 1997, llegando a ser Professor Emeritus.
Fue fundador y presidente de la Association for Computing Machinery.
Murió en Monterey, California el 7 de enero de 1998.

## Reconocimientos profesionales
- Socio del IEEE, 1968.
- Premio Turing, 1969
- Premio Emanuel R. Piore por la IEEE, 1979.
- Miembro de la National Academy of Engineering, 1980.
- Premio Harold Pender por la Universidad de Pensilvania, 1981.
- Medalla Richard W. Hamming por el IEEE, 1988.
- Premio Eduard Rhein, 1996.

La medalla que lleva su nombre, y que fue el primero en recibir, es un premio que da anualmente el IEEE por las contribuciones excepcionales a las ciencias y tecnologías de la información.

## Libros
- Numerical Methods for Scientists and Engineers, McGraw-Hill, 1962; segunda edición 1973. Reimpresión de la editorial Dover en 1985.
- Calculus and the Computer Revolution, Houghton-Mifflin, 1968.
- Introduction To Applied Numerical Analysis, McGraw-Hill, 1971.
- Computers and Society, McGraw-Hill, 1972.
- Digital Filters, Prentice Hall, 1977; segunda edición en 1983; tercera edición 1989. ISBN 0-486-65088-X Reimpresión de la editorial Dover en 2001.
- Coding and Information Theory, Prentice Hall 1980; segunda edición en 1986.
- Methods of Mathematics Applied to Calculus, Probability, and Statistics, Prentice Hall, 1985. Reimpresión de la editorial Dover en 2005.
- The Art of Probability for Scientists and Engineers, Addison-Wesley, 1991.
- The Art of Doing Science and Engineering: Learning to Learn, Gordon and Breach, 1997.

## Citas
- Las máquinas deben trabajar. La gente debe pensar.
- Hay longitudes de onda que la gente no puede ver, hay sonidos que la gente no puede oír, y tal vez los ordenadores tengan pensamientos que la gente no pueda pensar. (De la conferencia You and Your Research).
- El propósito de la computación es la comprensión (insight), no el obtener números.
- Newton dijo: «Si he podido ver más allá que otros es porque me he apoyado en hombros de gigantes». ¡Estos días nos apoyamos en los pies de otro! (De la conferencia You and Your Research).
- ¿Cuáles son los problemas más importantes de tu área? ¿Estás trabajando en alguno de ellos? ¿Por qué no? (Adaptado de la conferencia You and Your Research).
- El Institute for Advanced Study de Princeton, en mi opinión, ha arruinado más científicos buenos que los que cualquier otra institución haya creado. (De la conferencia You and Your Research).
- Es mejor resolver el problema adecuado de una forma equivocada, que resolver un problema equivocado de una forma correcta.
- Cuídate de encontrar aquello que buscas.
- No puedes tener una ciencia si no tienes medidas.